# Електренайське самоврядування
Електренайське самоврядування (Електренайське самоуправління, лит.Elektrėnų savivaldybė) — адміністративна одиниця у Вільнюському повіті. Центр — місто Електренай.

## Населення
Населення району — 28 093 чол. (2011).
З них:
- 82,08 % — литовці;
- 7,52 % — поляки;
- 6,59 % — росіяни;
- 1,27 % — білоруси;
- 0,95 % — українці.

## Населені пункти

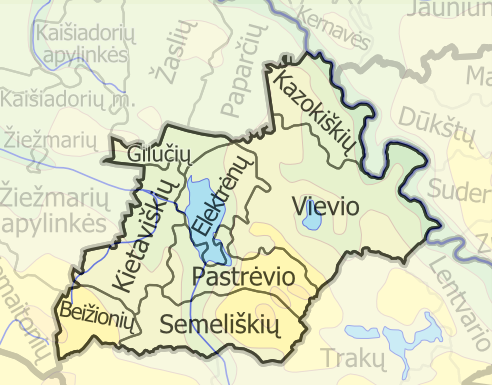
Електренайське самоврядування

- 2 міста — Електренай, Вевіс;
- 1 містечко — Сямялішкіс;
- 275 сіл.

Включає 8 староств.
- Бейженське (лит. Beižionių seniūnija; Бейженіс)
- Електренайське (лит. Elektrėnų seniūnija; Електренай)
- Ґілючське (лит. Gilučių seniūnija; Ґілючіяй)
- Казокішське (лит. Kazokiškių seniūnija; Казокішкіс)
- Кітавішське (лит. Kietaviškių seniūnija; Кітавішкіс)
- Пастревське (лит. Pastrėvio seniūnija; Пастревіс)
- Сямялішкіське (лит. Semeliškių seniūnija; Сямялішкіс)
- Вєвіське (лит. Vievio seniūnija; Вієвіс)

### Чисельність населення (2001)
- Електренай — 14 050
- Вєвіс — 5 303
- Сямялішкіс — 660

## Райони побратими
- Новий Двір, Польща
- Букліге Вельт, Австрія
- Форлі, Італія
- Жовківський район, Україна
- Беніса, Іспанія
- Маарду, Естонія

## Галерея

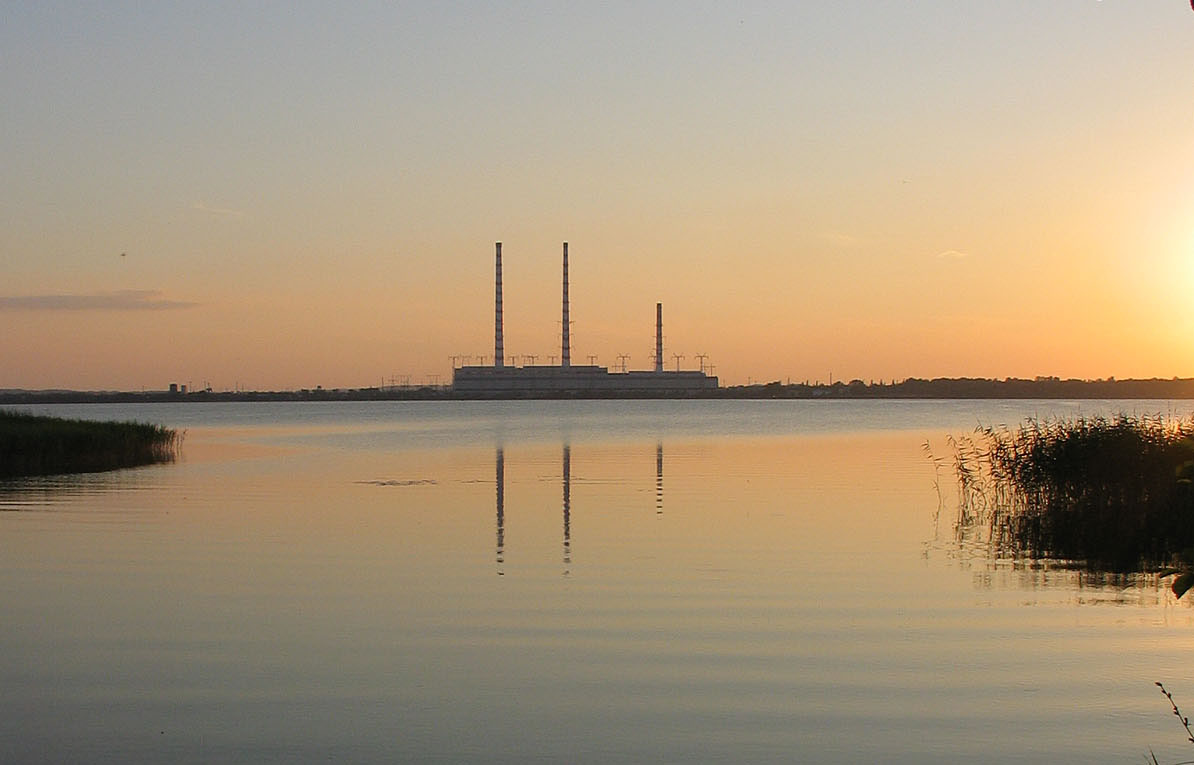
Електренайське водосховище
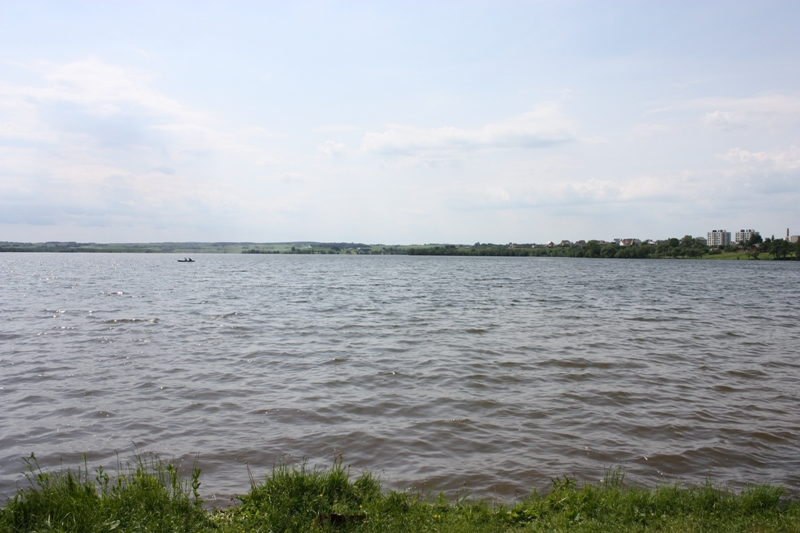
Вєвіське озеро
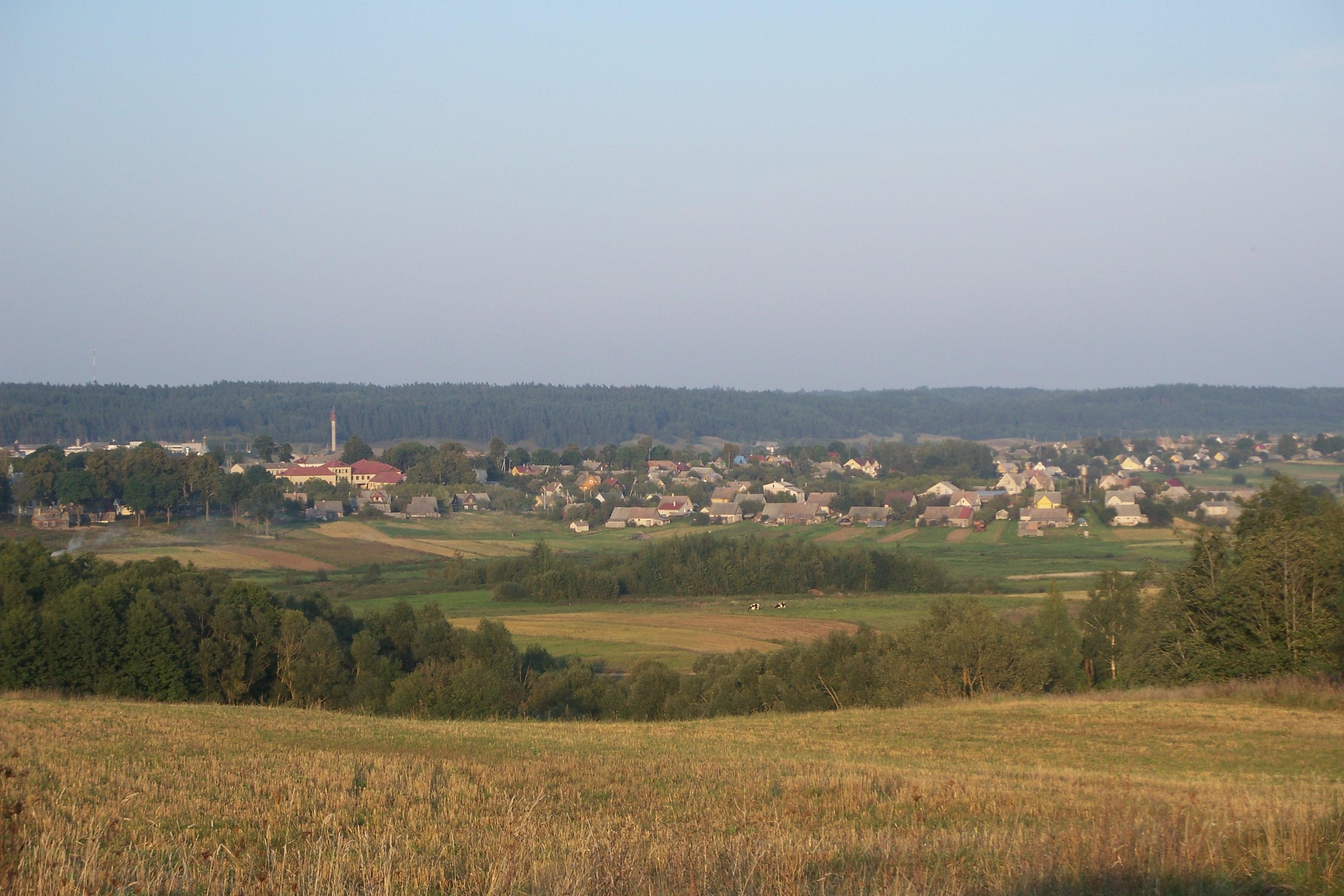
Сямялішкіс